# Ифта
Ифта (њем. Ifta) општина је у њемачкој савезној држави Тирингија. Једно је од 61 општинског средишта округа Вартбург. Према процјени из 2010. у општини је живјело 1.268 становника. Посједује регионалну шифру (AGS) 16063039.

## Географски и демографски подаци
Ифта се налази у савезној држави Тирингија у округу Вартбург. Општина се налази на надморској висини од 235 метара. Површина општине износи 17,6 km². У самом мјесту је, према процјени из 2010. године, живјело 1.268 становника. Просјечна густина становништва износи 72 становника/km².